# 榊原家本源氏物語
榊原家本源氏物語（さかきばらけほんげんじものがたり）とは、源氏物語の写本のひとつ。

## 概要
越後国高田藩の藩主であった榊原家に伝来したため「榊原家本」と呼ばれる。現在17帖のみ伝存しており桐壺のみ室町時代の三条西実隆筆、その他の巻は鎌倉時代中期から末期の筆と見られ、二条為氏筆と伝えられる。現在は国文学研究資料館の所蔵となっている。

## 影印本
国文学研究資料館 編、池田和臣解説『源氏物語―榊原本』 (国文学研究資料館影印叢書)勉誠出版、2013年1月 ISBN 978-4-5852-9047-6

## 校本への採用
校異源氏物語及び源氏物語大成校異編には「榊原家本　伝二条為氏筆　榊原子爵家蔵」として「榊」の写本記号で青表紙本系統の本文を持つ写本のひとつとして現存する17帖のうち桐壺を除いた夕顔、若紫、紅葉賀、葵、賢木、蓬生、関屋、絵合、若菜下、柏木、横笛、匂宮、東屋、浮舟、手習、夢浮橋が校異に採用されている。